# المواجهة (فيلم)
المواجهة  فيلم دراما وجريمة مصري للمخرج أحمد السبعاوي عام 1987  ومن سيناريو وحوار عبد الحي أديب. الفيلم من بطولة فريد شوقي، محمود ياسين، صفية العمري ومنال السبعاوي  وتدور الأحداث حول المهندس الزراعي الذي يتنازل عن ثأره ويغادر بلدته مع أسرته الصغيرة ليواجه ظلم كبير شيوخ الأرض التي قرر الاستقرار فيها.
صدر الفيلم إلى دور العرض المصرية في التاسع من مارس 1987.
منح موقع قاعدة بيانات الأفلام العربية «السينما.كوم» الفيلم درجة 4.5/ 10.

## طاقم التمثيل
فريد شوقي: في دور الشيخ سليم (كبير عائلات الهوارة)
محمود ياسين: في دور محمود (مهندس زراعي)
صفية العمري: في دور عطيات (أرملة مالكة فندق سياحي)
منال السبعاوي: في دور فاطمة محمود
أحمد سلامة: في دور محيي (ولد الشيخ سليم الفاشل)
عبد الله محمود: في دور بدوي (شقيق عطيات الأصغر)
صالح الإسكندراني: في دور إدريس (عامل المزلقان)
محمد أبو حشيش: في دور زناتى
عمران بحر: في دور سعفان
لمياء الامير: في دور أمينة (زوجة المهندس محمود)
عبد الغني ناصر: في دور الشيخ رضوان
أحمد أبو عبية: في دور رضوان
حسني عبد الجليل: في دور الشيخ عوضين (عم المهندس محمود)
عادل برهام: في دور سويلم
رشوان مصطفى: في دور المأمور
رأفت ماهر لبيب: في دور حمادة (ابن المهندس محمود)
إسماعيل عبد المجيد: في دور الطبيب
ماهر لبيب: في دور ضابط شرطة
بالاشتراك مع: فكري طه - مصطفى خضير - أحمد الطاهر - مهدي الشريف - رشاد فرج - لويس يوسف - صباح البليدي - عزت عبد الجواد - محمد جلال - جمعة السيد علي

## أحداث الفيلم
يحمل المهندس الزراعي محمود (محمود ياسين) كفنه ليقدمه للشيخ رضوان (عبد الغني ناصر) كبير الهنداويه ليوقف سلسال الدم بين العائلتين تحت رعاية المأمور (رشوان مصطفى). يتولى سويلم (عادل برهام)، صاحب الثأر، ذبح الخروف الضحية بديلا عن محمود ولكن عوضين (حسني عبد الجليل)، عم محمود، لا يوافق على الصلح ويحاول قتل محمود فيصيب بدلا منه زوجته أمينة (لمياء الأمير) فيقتلها. يرحل محمود وأبنائه: فاطمة (منال السبعاوي) وحمادة (رأفت ماهر لبيب) إلى العامرية بالقرب من الإسكندرية ليقيم هناك ويستصلح أرضا جديدة بجوار البدو وعائلات الهوارة التي لا تعترف إلا بالأحكام العرفية والتي يرأسها كبيرهم الشيخ سليم (فريد شوقي) وكانت هناك عداوات بين البدو والشيخ سليم. تمتلك الأرملة عطيات (صفية العمري) فندقا سياحيا، وكان بين زوجها، شقيق للشيخ سليم، وبينهم خلافات حول الميراث. تعيش عطيات مع شقيقها الأصغر الشاب بدوي (عبد الله محمود) وهو صديق حميم لابن الشيخ سليم محيى (أحمد سلامة) الفاسد الذي يرسب دائماً ويتعاطى المخدرات. تحكم المحكمة، في قضية الميراث، لصالح عطيات وهي عبارة عن أحقيتها في امتلاك 50 فدان، ولكن الشيخ سليم يرفض تسليم أرض أجداده للأغراب ويعرض دفع ثمن الأرض لعطيات. يتوسط محمود لدى عطيات، التي تكن له الحب، وتوافق. أثناء توجه سليم إلى بيت محمود، يطلق البدو رصاصهم ويصاب سليم في كتفه. يسارع محمود لإنقاذه ويستدعي الطبيب (إسماعيل عبد المجيد) ويمنع عنه البدو. يطلب الطبيب دواءاً ضروريا وتقوم فاطمة بإحضاره من الصيدلية، ويتعقبها محيى، ابن الشيخ سليم، وهو يقود سيارة بدوي، شقيق عطيات، ويخطفها ويغتصبها ويقتلها تحت تأثير المخدر. يشهد عامل المزلقان (صالح الإسكندراني) أنه شاهد سيارة بدوي تطارد فاطمة فظن الجميع أن المغتصب هو بدوي. يقسم الشيخ سليم أنه سيأخذ بثأر فاطمه. يقبض على بدوي ويسجن في بيت الشيخ سليم ولكن محيي يساعد بدوي على الهرب. يطارد الشيخ سليم ورجاله بدوي ويتمكن من إصابته وفي نفس الوقت يعلم محمود من الصيدلي أن محيي هو الذي كان يقود السيارة، كما يشهد بذلك أمام الضابط (ماهر لبيب). يقبض محمود على محيي الذي يعترف بكل شئ، ويقيم بتسليمه لوالده، الشيخ سليم، في حضور أهل البلدة، ويطلب منه تنفيذ العدل. يمسك الشيخ سليم بسلاحه ويوجهه نحو رأس ابنه ولكنه لا يستطيع أن يضغط الزناد ويوجهه نحو رأسه هو ويقتل نفسه. تلقي الشرطة القبض على محيي ويتم إنقاذ بدوي.

## روابط خارجية
- المواجهة على موقع IMDb (الإنجليزية)
- المواجهة على موقع الدهليز
- المواجهة على موقع قاعدة بيانات الأفلام العربية
- المواجهة على الدهليز
- المواجهة على كاروهات